# گودوگانی (ایمرتی)
گودوگانی (به لاتین: Godogani) یک منطقهٔ مسکونی در گرجستان است که در شهرداری ترجلا واقع شده‌است. گودوگانی ۱٬۴۶۲ نفر جمعیت دارد.